# Placidochromis acuticeps
Placidochromis acuticeps är en fiskart som beskrevs av Mark Hanssens 2004. Placidochromis acuticeps ingår i släktet Placidochromis och familjen Cichlidae. Inga underarter finns listade i Catalogue of Life.